# The Power (canção de Snap!)
The Power é um single da banda alemã Snap! lançado em 1990.
No Brasil, esteve incluída na trilha sonora internacional da novela Mico Preto, da Rede Globo em 1990.